# Los días azules
Los días azules es una novela del escritor colombiano Fernando Vallejo (Premio Rómulo Gallegos 2003) donde relata su infancia.

## Sinopsis
Los días azules refleja varios episodios de la infancia del autor en los escenarios de la finca de sus abuelos (Santa Anita) y el tradicional barrio de Boston de Medellín.

## Ediciones

### 1985
La novela apareció publicada por primera vez en México en 1985 por la Editorial Santillana. 

### 2002
Una segunda edición en 2002 fue realizada por Alfaguara (del mismo grupo editorial que publicó la primera) en un volumen integral de El río del tiempo.
- Primera reimpresión de la segunda edición, marzo de 2003.
- Segunda reimpresión de la segunda edición, septiembre de 2004.

- Datos: Q5980824